# Louis de Monge
 (avril 2012).
Si vous disposez d'ouvrages ou d'articles de référence ou si vous connaissez des sites web de qualité traitant du thème abordé ici, merci de compléter l'article en donnant les références utiles à sa vérifiabilité et en les liant à la section « Notes et références ».
Louis de Monge (vicomte Louis-Pierre-Benoît de Monge de Franeau), né le 13 mai 1890 à Ohey (Wallonie, province de Namur) et mort le 25 juillet 1977 à New-York (États-Unis), est un ingénieur belge.
Il est surtout connu comme le concepteur du Bugatti-De Monge 100P, avion de course expérimental conçu conjointement avec Ettore Bugatti en 1938, peu avant le début de la Seconde Guerre mondiale.

## Enfance
Louis de Monge est le cadet d'une fratrie de 6 enfants dune famille aristocratique Belge (vicomte de Franeau). Louis de Monge s'intéresse aux avions dès son enfance. Inventeur précoce, il  expérimente et lance des planeurs depuis la tour du château familial à Wallay, près de Ohey en Wallonie. Il dépose ses premiers brevets aéronautiques par l'intermédiaire de son frère Joseph, plus âgé que lui.

## Carrière
En 1907, il commence à explorer les moyens de stabiliser automatiquement les avions. Ces études culminent en 1914 avec la construction d'un prototype, qui vola avec succès dans des conditions turbulentes le 15 juin 1914, lors d'un concours de sécurité où il parvient à voler de Buc vers Chartres. En 1915, il développe un autre avion autostabilisé. Il s'agit d'un biplan avec une hélice propulsive au centre de son fuselage, dont les ailes montées sur articulations à cardan sont réunies au fuselage uniquement par des ressorts, pour assurer la stabilité automatique,.
During World War I he was granted patents for methods of in-flight disposal of burning fuel, of metal propellers and for bomb releases. Towards the end of the war he flew with the Belgian Air Force and completed a series of calculations over propeller efficiency. The rights to use these designs was bought by La Maison Lumière and at the end of the war de Monge helped to set up S.A. Establissements Lumière and became its Administrator-Delegate. The company employed Sébastienne Guyot, an early woman aeronautical engineer. It was in their workshops that his first post-war aircraft, the Lumière-de Monge racer, sometimes referred to as the Lumière-de Monge 5/1.
Pendant la Première Guerre mondiale, il dépose des brevets pour des méthodes d'élimination en vol du carburant en combustion, des hélices métalliques et pour le largage de bombes, conçoit et produit des hélices d'avions dont il vend environ 40 000 au gouvernement français. Vers la fin de la guerre, il vole avec l'armée de l'air belge et effectue une série de calculs sur l'efficacité des hélices.
Les droits d'utilisation de ces plans sont rachetés par La Maison Lumière et à la fin de la guerre, Louis de Monge participe à la création de la S.A. Établissements Lumière et en devient l'administrateur-délégué. L'entreprise emploie Sébastienne Guyot, une des premières femmes française ingénieures en aéronautique. C'est dans leurs ateliers que naît son premier avion d'après-guerre, l'avion de course Lumière-de Monge, parfois appelé Lumière-de Monge 5/1.
Il travailla par la suite avec M. Buscaylet pour produire des avions monoplans de type parasol.
C'est à bord d’un appareil spécialement développé par Louis de Monge pour l'édition 1921 de la coupe Deutsch de la Meurthe (prévue pour le 1er octobre) que, au cours d'entraînements, le 23 septembre 1921, se tua à Étampes-Villesauvage, aérodrome choisi pour être le lieu du départ de la compétition, l'aviateur Bernard Barny de Romanet, as de guerre et recordman du monde de vitesse. Le monoplace de course Lumière-de Monge à bord duquel le pilote trouva la mort, appareil racé au profil futuriste, consistait en un monoplan de type « parasol » ; long de 7 mètres et ayant 8 mètres d’envergure, il pesait 960 kg, était construit en bois et disposait d’un revêtement entoilé.
Par la suite, il conçut des ailes volantes à deux moteurs, comme les modèles 7.4 et 7.5. Les droits sur ces ailes furent acquis par Dyle et Bacalan qui avaient l'intention de développer des avions transatlantiques sur cette base, mais seuls quelques prototypes, comme le Dyle et Bacalan DB-10 (en), en résultèrent.
En 1925, Louis de Monge rejoignit Impéria à Liège en tant qu'ingénieur de recherche en chef. Il créa, entre autres, des suspensions à barre de torsion et des transmissions automatiques.
Il quitta Impéria en 1937 pour rejoindre Ettore Bugatti et concevoir le Bugatti-De Monge 100P. Cet avion était quasiment terminé en 1940 à Paris mais, en raison de la Seconde Guerre mondiale, il fut caché dans la campagne française et y resta pendant près de trente ans. Après la guerre, l'avion fut finalement racheté par un Américain qui en convoitait essentiellement les moteurs, pour les faire courir en automobile. Il fut expédié aux États-Unis, où il termina au Musée aéronautique de l'Experimental Aircraft Association à Oshkosh, Wisconsin. Une réplique moderne, la plus fidèle possible tant dans la forme que dans l'esprit, après des années de recherches, d'efforts et d'heures de travail, a décollé le 19 août 2015 à Tulsa, Oklahoma.